# Station Zgorzelec
Station Zgorzelec is een spoorwegstation in de Poolse plaats Zgorzelec.